# هانس فون اشپونک
هانس امیل اتو گراف فون اشپونک (به آلمانی: Hans Emil Otto Graf von Sponeck) نظامی بلندپایه آلمانی در دوره رایش سوم بود که فرماندهی یگان‌هایی را در نیروی زمینی در جریان جنگ جهانی دوم بر عهده داشت.

## سال‌های اولیه
هانس فون اشپونک روز ۱۲ فوریه سال ۱۸۸۸ در دوسلدورف زاده شد. پدرش کنت امیل فون اشپونک سروان و فرماندهی یک گروهان در هنگ سواره‌نظام وستفالی بود. فون اشپونک سال ۱۸۹۸ وارد مدرسه نظامی کارلسروهه شد و سال ۱۹۰۵ به عنوان شاگرد ممتاز فارغ‌التحصیل گردید. سپس به دانشکده نظامی گروس‌لیشترفلده رفت. روز ۱۹ مارس سال ۱۹۰۸ خدمت در نیروی زمینی امپراتوری آلمان را در هنگ ۵ گرنادیر محافظ با درجه ستوان دوم آغاز کرد. فون اشپونک فعالیت ورزشی داشت و مهارت خوبی فوتبال و ژیمناستیک داشت. سال ۱۹۱۳ آجودان گردان ۲ هنگ شد. با آغاز جنگ جهانی اول در سال ۱۹۱۴ با لشکر دوم محافظ در فرانسه و روسیه رزم را تجربه کرد. ماه فوریه سال ۱۹۱۵ به شدت مجروح شد سپس به عنوان آجودان هنگ ۲۶۲ پیاده‌نظام ذخیره به خط مقدم بازگشت. پاییز همان سال به‌طور آزمایشی و بدون گذراندن دوره معمول آموزش، به ستاد کل منتقل شد. مابقی جنگ را در جایگاه‌های ستادی در سطح گروه ارتش بود. سال ۱۹۱۷ به درجه ستوان ترفیع گرفت.

## رایشسور
پس از جنگ برای ادامه خدمت در رایشسور برگزیده شد. بین سال‌های ۱۹۲۱ تا ۱۹۲۳ فرمانده یک گروهان در هنگ ۴ پیاده‌نظام در کولبرگ بود. سپس تا سال ۱۹۲۴ یک گروهان را در هنگ ۹ پیاده‌نظام در پوتسدام فرماندهی کرد. همان سال مدتی را در ستاد فرماندهی توپخانه ۳ در برلین بود. پس از آن تا سال ۱۹۳۰ در بخش سازماندهی نیروی زمینی در وزارت دفاع به خدمت پرداخت. سپس تا سال ۱۹۳۴ افسر ارشد و عملیات‌های لشکر سوم پیاده‌نظام بود. در این مدت سال ۱۹۲۸ به درجه سرگرد، سال ۱۹۳۲ به درجه سرهنگ دوم و سال ۱۹۳۴ به درجه سرهنگ ترفیع گرفت.

## ورماخت
در پس به قدرت رسیدن حزب ناسیونال سوسیالیست و در جریان تسلیح مجدد آلمان، سال ۱۹۳۴ فرماندهی هنگ ۴۸ پیاده‌نظام در نوی‌اشترلیتس بر عهده فون اشپونک نهاده شد. در هنگام تشکیل لوفت‌وافه، به عنوان افسری با تجربه خدمت ستادی، روز ۱۲ دسامبر سال ۱۹۳۷ در مقام فرماندهی بخش ۳ هوایی در برلین موقتاً به نیروی هوایی منتقل گشت. این جایگاه معادل منطقه نظامی در نیروی زمینی بود که معمولاً یک سپهبد آن را فرماندهی می‌کرد. فون اشپونک روز ۱ فوریه سال ۱۹۳۸ به درجه سرتیپ ترفیع گرفت. در جریان مسئله ورنر-فون فریچ، به عنوان شاهد در پشتیبانی از فرمانده پیشین نیروی زمینی در دادگاه حاضر شد. این کار به مذاق فیلدمارشال هرمان گورینگ، فرمانده کل لوفت‌وافه که قاضی این دادگاه نظامی نیز بود، خوش نیامد تا فون اشپونک روز ۱۱ مارس از برلین به مونشن برای فرماندهی بخش ۸ هوایی و سپس ۱۱ نوامبر به برمن برای فرماندهی لشکر بیست‌ودوم پیاده‌نظام منتقل شود. به جهت آشنایی با لوفت‌وافه موظف شد آن را به یگان فرود هوایی بدل کند.

### جنگ جهانی دوم
در پی آغاز جنگ جهانی دوم در سال ۱۹۳۹، لشکر او در جریان نبرد لهستان به عنوان نیروی ذخیره در جبهه غربی مستقر بود. در کارزار غرب در سال ۱۹۴۰ از همان روز نخست مشارکت داشت و در کنار لشکر هفتم هوایی، نخستین لشکر چترباز آلمان، مأمور به تصرف مواضع کلیدی در هلند و حفظ آن‌ها تا رسیدن مابقی نیروها شد. فون اشپونک می‌بایست شهر لاهه را تصرف و خانواده سلطنتی هلند را بازداشت می‌کرد که البته با گریز آن‌ها از کشور موفق به هیچ‌یک نشد. خود او زخم جدی برداشت و نزدیک بود اسیر شود. به هر طریق نشان عالی صلیب شوالیه صلیب آهنین را از این بابت دریافت کرد.
پس از سقوط فرانسه لشکر بیست‌ودوم پیاده‌نظام در هلند باقی ماند در تهاجم به بریتانیا مشارکت داشته باشد که البته هیچگاه اجرا نشد. سال ۱۹۴۱ به آلمان بازگشت و بهار همان سال به رومانی منتقل شد تا در جایگاه ذخیره ارتش یازدهم قرار بگیرد. در جریان تهاجم به شوروی در نبردهای جنوب اوکراین حضور داشت و تا ورودی شبه‌جزیره کریمه پیش رفت. ماه سپتامبر راه خود را به شبه‌جزیره باز کرد و در کنار سایر نیروها نواحی غربی آن را به تصرف درآورد. در نخستین اقدام ناموفق برای تصرف سواستوپول مشارکت نمود. ماه اکتبر فرماندهی سپاه ۴۲ بر عهده فون اشپونک قرار گرفت و مسئول پوشش جناح شرقی ارتش یازدهم در شبه‌جزیره کرچ شد. به هر روی با در اختیار داشتن دو لشکر فرسوده پیاده‌نظام، چند گردان پیاده‌نظام، برخی یگان‌های سطح سپاه و بعضی آرایش‌های کوهستان رومانیایی، در وضعیت چندان مناسبی نبود.
در جریان ضدحمله سراسری ارتش سرخ در تمامی طول جبهه شرقی، نیروهای شوروی روز ۲۶ دسامبر سال ۱۹۴۱ تهاجم آبی-خاکی را به شبه‌جزیره کرچ صورت دادند که منجر به باز شدن دو جای پای عمده برای آن‌ها در این ناحیه شد. فون اشپونک توانست تا روز ۲۸ دسامبر یکی از این سر ساحل‌ها را نزدیکی شهر کرچ از بین ببرد اما از آن‌جایی که نیروی موتوریزه و زرهی نداشت قادر به شکست کلی دشمن نشد. در مواجه با حضور نیروهای دشمن در پشت سرش و امکان افتادن در محاصره، فون اشپونک از ارتشبد اریش فون مانشتاین، فرمانده ارتش یازدهم تقاضای مجوز عقب‌نشینی کرد. با این حال، بر مبنای فرمان صریح فرماندهی عالی مبنی حفظ هر ذره از خط مقدم، این مجوز به او داده نشد. درخواست دوباره و سه‌باره فون اشپونک که از سر ناچاری فرستاده می‌شد هم مورد موافقت قرار نگرفت. تا روز ۲۹ دسامبر از نیروهای لشکر چهل‌وششم پیاده‌نظام او تنها ۱۰٬۰۰۰ نفر باقی مانده بودند؛ درحالی‌که در شمال دشمن حدود ۴۰٬۰۰۰ نفر در شمال و جنوب کرچ داشت. در این هنگام ارتش سرخ پیاده‌سازی دیگری این بار در نزدیکی فئودوسیا انجام داد. فون اشپونک که از تمامی نیروی ذخیره خود از پیش استفاده کرده بود، دیگر نمی‌توانست به مصاف تهدید جدید برود. درحالی‌که بر او مسلم بود که لشکر چهل‌وششم پیاده‌نظام محاصره و منهدم خواهد شد، فون اشپونک تقریباً بلافاصله پس از مطلع شدن از این خبر، جهت جلوگیری از این فاجعه، در سر پیچی عیان از فرمان مافوق، به نیروهای خود دستور عقب‌نشینی تا باریکه پارپاچ داد؛ جایی که تنگی عرض ناحیه می‌توانست امکان ایجاد مواضع قابل دفاع را بدهد. به هر حال این حرکت در شرایط دشوار زمستانی با درجه سرمای نزدیک به ۳۰ درجه زیر صفر با مشقت فراوان صورت گرفت و خسارت قابل ملاحظه‌ای با رها کردن ادوات به لشکر وارد آورد. در جریان عقب‌نشینی ۴۶ ساعته بسیاری از نیروها دچار سرمازدگی شدند و عده‌ای جان باختند. بدین شکل لشکر چهل‌وششم پیاده‌نظام بدون این که با دشمن در برخورد باشد، «فلج» شد. به هر صورت مواضع دفاعی مورد نظر در تنگه پارپاچ برقرار و با یاری نیروی کمکی که از سمت فون مانشتاین عازم شد، حملات دشمن با وارد آوردن تلفات سنگین به آن‌ها دفع شد.

## محاکمه و اعدام
روز ۱ ژانویه سال ۱۹۴۲ به فون اشپونک دستور داده شد فرماندهی سپاه ۴۲ را به سرلشکر فرانتس ماتنکلوت بسپارد و خود را به دادگاه نظامی در برلین معرفی کند. محاکمه او روز ۲۳ ژانویه با قضاوت هرمان گورینگ آغاز شد. فون اشپونک متهم به سرپیچی از افسر مافوق خود بود. او در دفاع مدعی شد به عنوان یک افسر پروسی می‌بایست در شرایط تاکتیکی خاص بر مبنای ابتکار خود عمل می‌کرده‌است تا نیروهایش را حفظ کند؛ حتی اگر شده برخلاف فرمان‌ها. این دعاوی مورد پذیرش قرار نگرفت و فون اشپونک بدون این که هیچ کمکی از جانب فون مانشتاین دریافت کند، مجرم شناخته شد و به مرگ محکوم گردید. با این حال، هیتلر که قصد خود را به دیگر ژنرال‌ها نشان داده بود، در این حکم دخالت و آن را به شش سال زندان تقلیل داد. فون اشپونک به قلعه گرمرسهایم فرستاده شد. به هر صورت زندگی نسبتاً بهتری نسبت به سایر زندانی‌ها داشت. گاهی اجازه میافت به شهر برود و اقلامی چون کتاب بخرد. همسر و فرزند سه ساله‌اش می‌توانستند ماهی یک هفته با او ملاقات داشته باشند.
در این میانه کودتای ۲۰ ژوئیه سال ۱۹۴۴ به وقوع پیوست. به دستور هاینریش هیملر، رهبر اس‌اس و پلیس امنیت، فون اشپونک می‌بایست بین اعدام شدگان می‌بود. سرلشکر هانش فون اشپونک روز ۲۳ ژوئیه سال ۱۹۴۴ در مقابل جوخه آتش قرار گرفت. عشای ربانی برای او انجام و با پذیرش خواست او، از زدن چشم‌بند و دست‌بند صرف نظر شد. تیرباران ساعت ۷ صبح اجرا گردید. هر دو همسرش در موقعیت حاضر بودند و توانستند جسد او را تحویل بگیرند. آن‌ها او را در یک گورستان محلی دفن کردند. پس از جنگ بقایای جسد او به گورستان سربازان در دان در پفالتس منتقل شد.

## زندگی خصوصی
هانس چهارمین فرزند و تنها پسر پدرش بود. پدرش هشت ماه پس از تولد او درگذشت و فرزندان را برادرش در فرایبورگ بزرگ کرد. فون اشپونک روز ۲۹ اکتبر سال ۱۹۱۰ با آنِلیزه هونریشس اهل برلین ازدواج کرد. حاصل این ازدواج دو پسر بود که یکی هانس-کورت سال بعد و دیگری ویلهلم-اتو سال ۱۹۱۳ به دنیا آمد. سال ۱۹۳۴ از همسر نخست خود جدا شد. روز ۷ آوریل سال ۱۹۳۸ مجدداً این بار گرتروت کونیتسر ازدواج کرد. ماه اوت سال ۱۹۳۹ پسری به نام هانس-کریستوف برای آن‌ها زاده شد. هانس کورت، نخستین پسرش خلبان جنگنده شد و تا پایان جنگ به درجه سروان رسید. هانس-ویلهلم، پسر دومش سروان سواره‌نظام شد و سال ۱۹۴۳ در ناحیه دن در جبهه شرقی جان باخت. هانس-کریستوف، جوان‌ترین پسرش حرفه دیپلماتیک پیشه و بعدها در سازمان ملل متحد فعالیت کرد.